# Pfahlbausiedlung von Lugana Vecchia

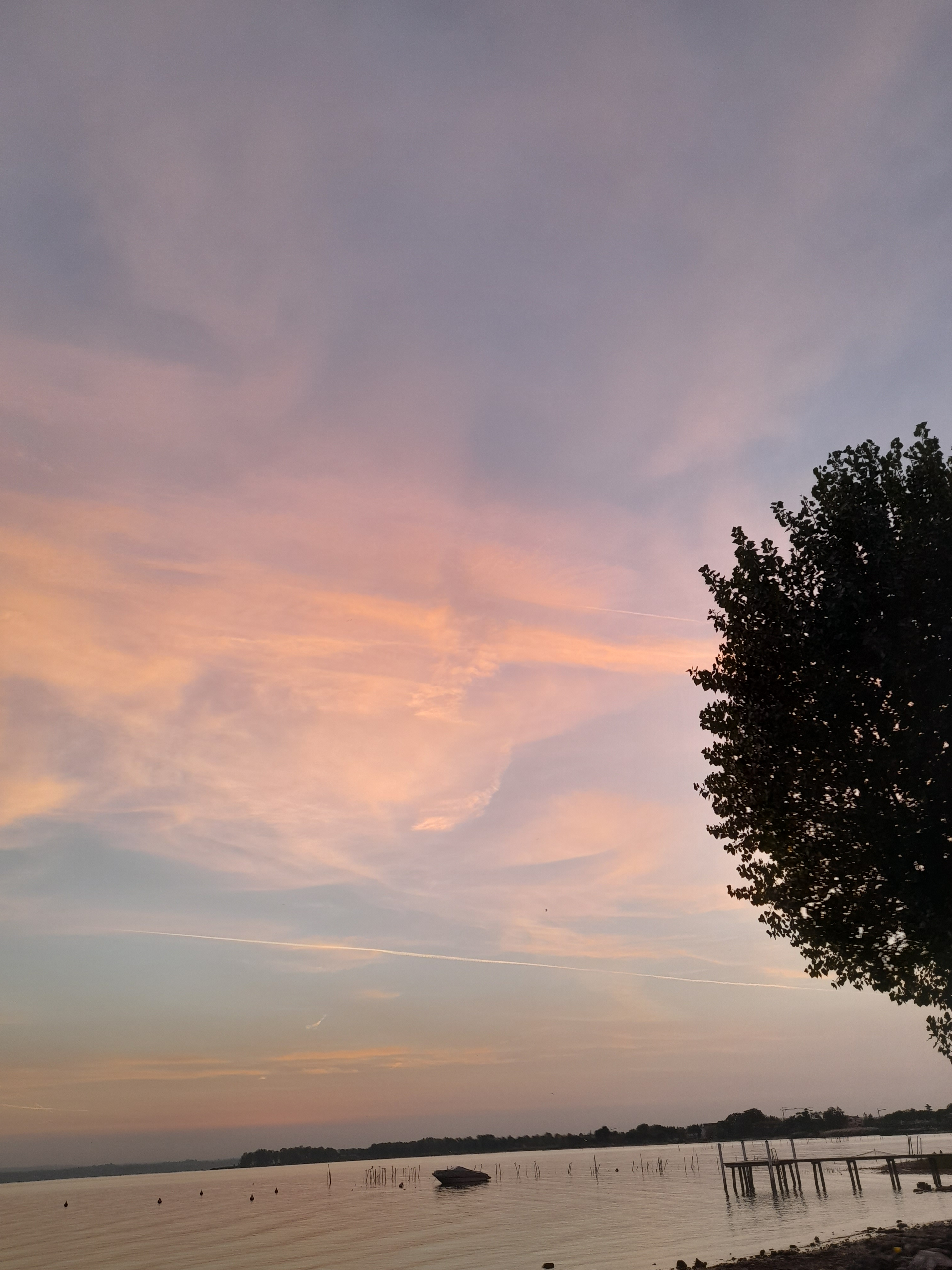
Etwa 100 m östlich des Stegs fand man die Überreste der Pfahlbausiedlung von Lugana Vecchia

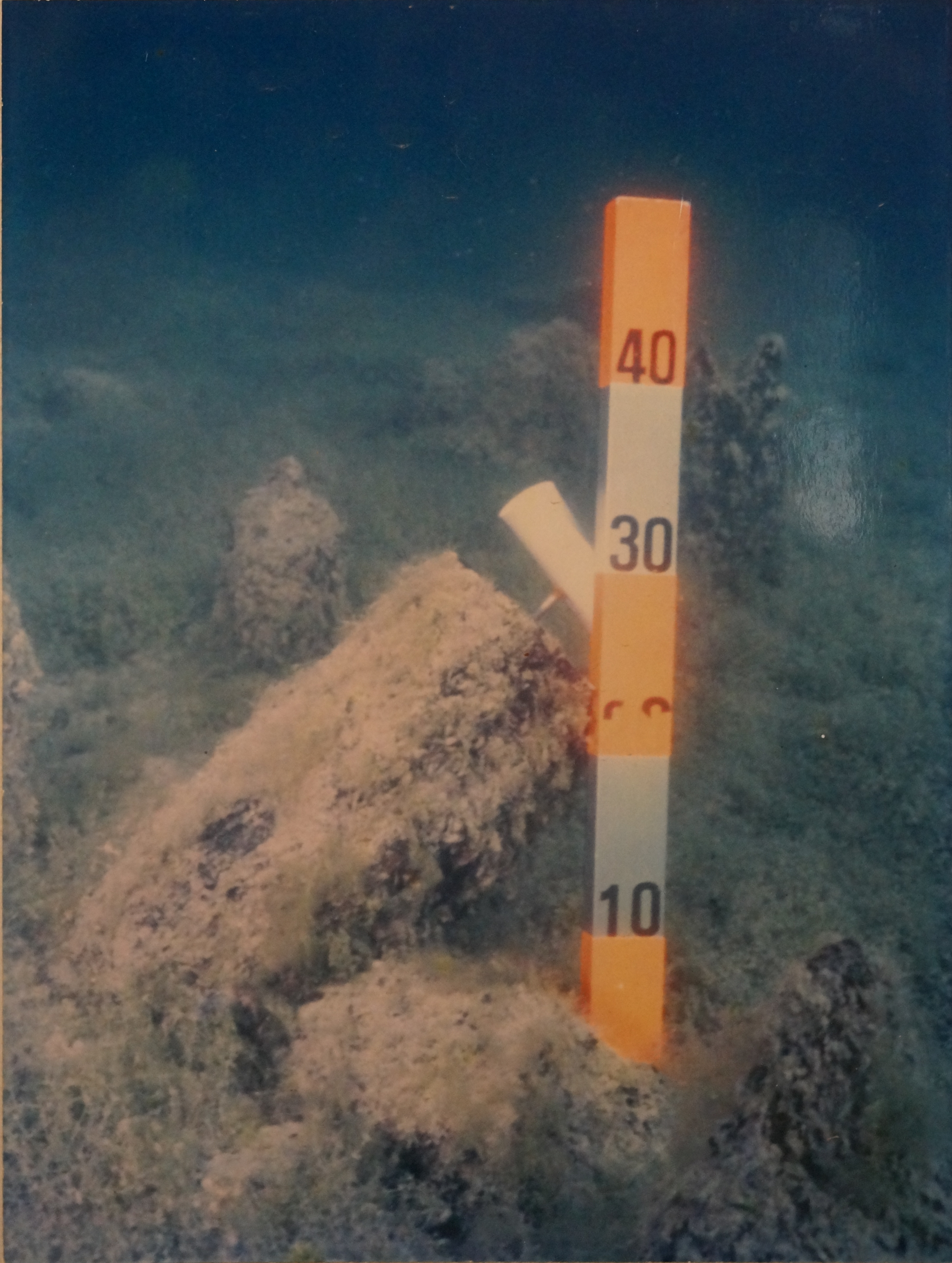
Registrierung und Vermessung eines Pfeilers

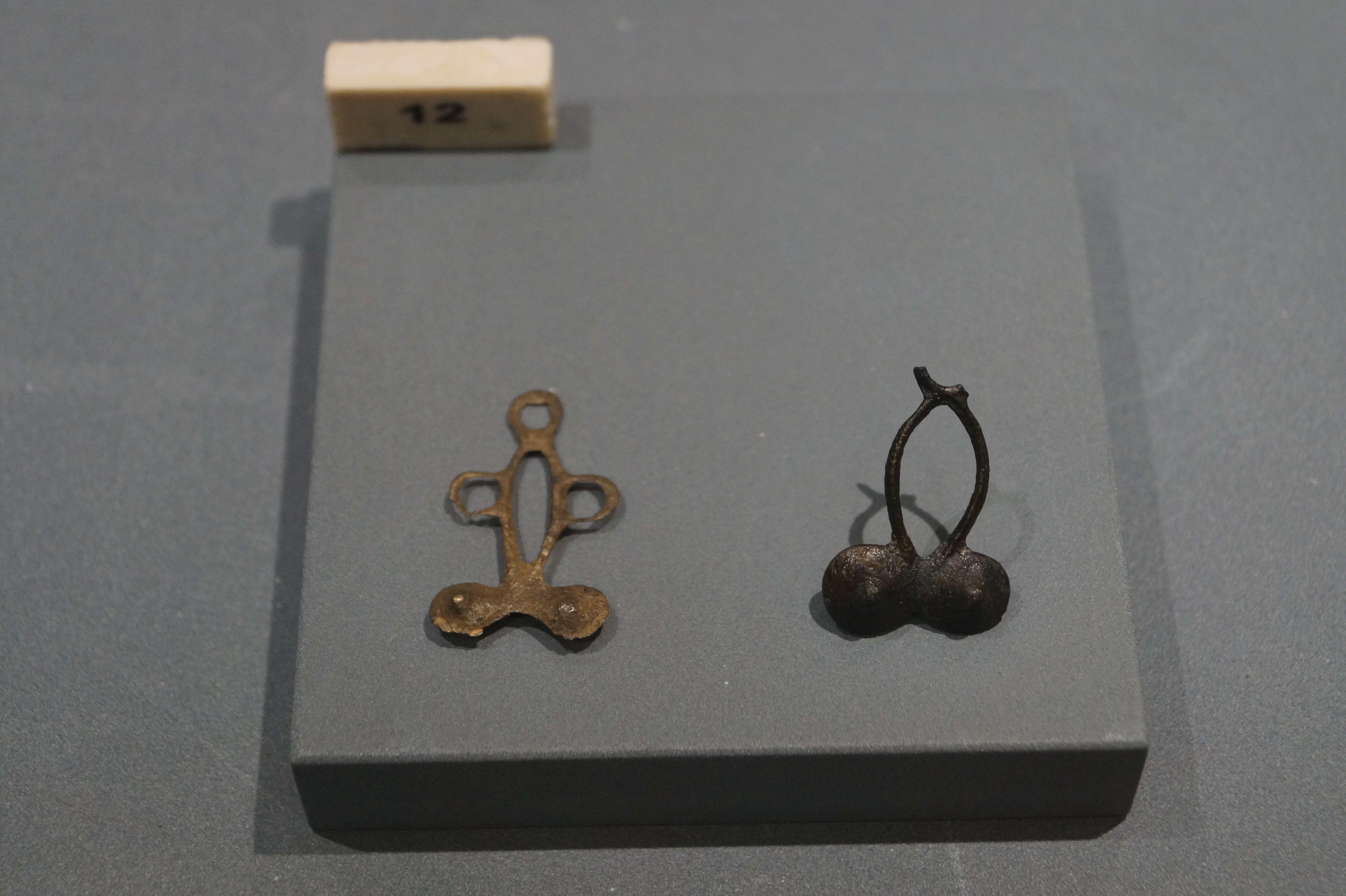
Durchbrochene Bronzeanhänger vom Garda-Typ

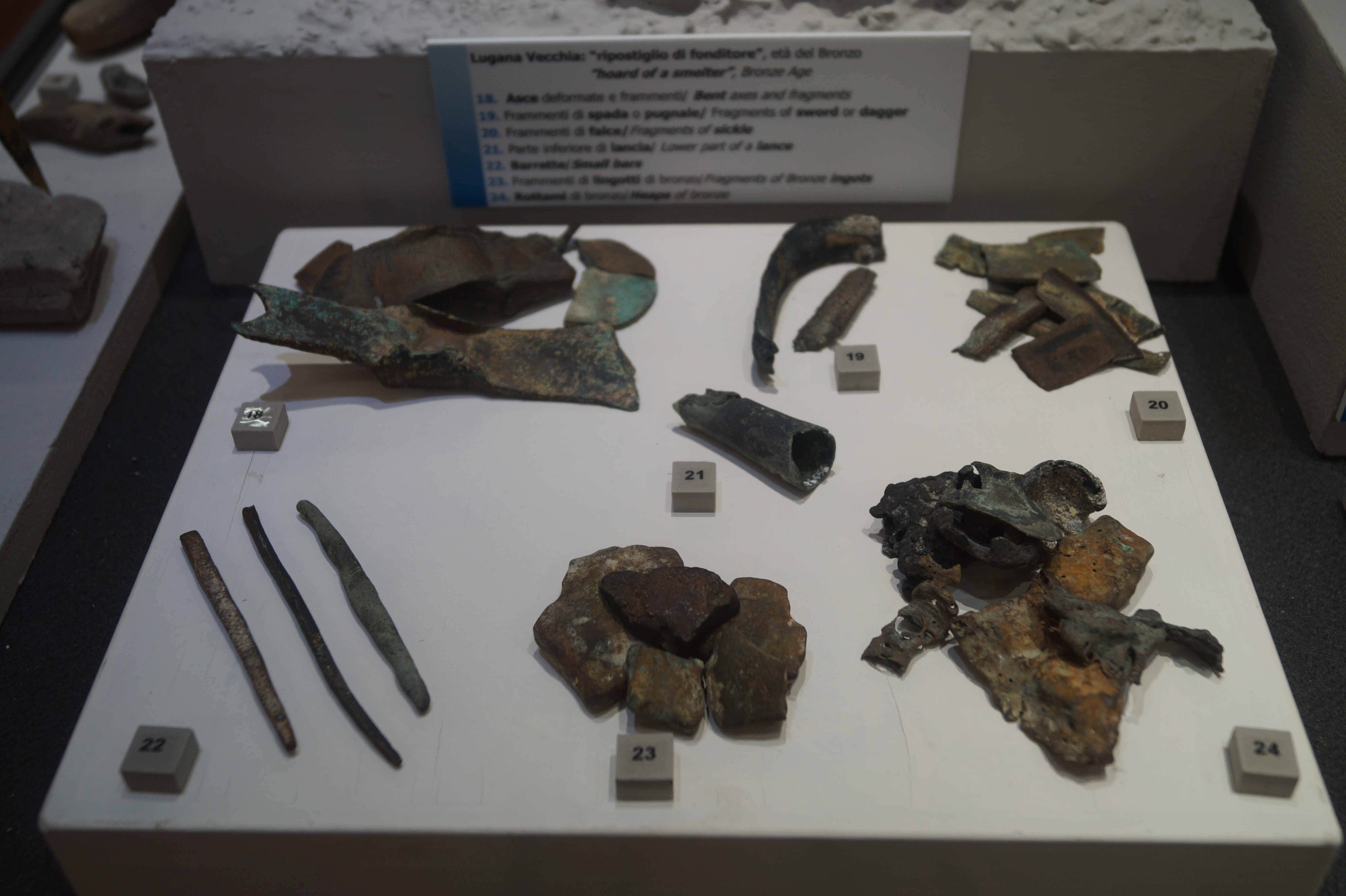
Hort des Bronzeschmelzers

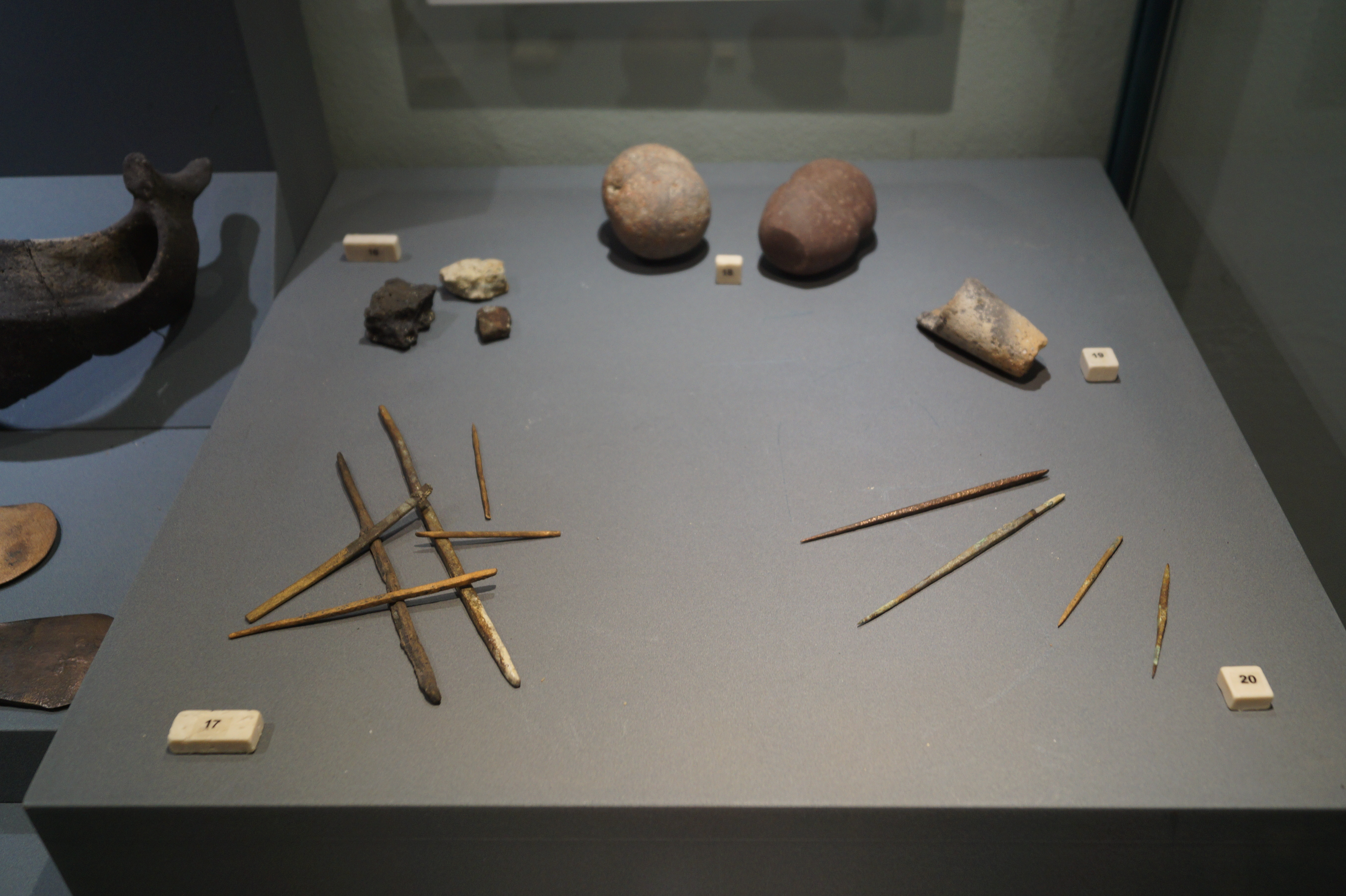
Werkzeuge zur Metallverarbeitung

Die Pfahlbausiedlung von Lugana Vecchia (italienisch Palafitta della Lugana Vecchia) war eine bronzezeitliche Seeufersiedlung am Gardasee auf dem Gebiet der italienischen Gemeinde Sirmione etwa 450 m nördlich des Hafens Porto Riel. Sie ist eine der 111 Prähistorischen Pfahlbauten um die Alpen, die 2011 in die Liste des UNESCO-Welterbes aufgenommen wurden, und hat die Referenznummer 1363-094 oder IT-LM-04. Assoziierte Stätten sind die Pfahlbausiedlungen von Maraschina, San Francesco und Porto Galeazzi.

## Entdeckung
1976 meldete der „Tritone Sub“, ein Tauchclub aus Desenzano del Garda, den Behörden die Entdeckung der Pfahlbausiedlung bei Santa Maria di Lugana am östlichen Ufer der Sirmione-Halbinsel. In den folgenden Jahren führte der Hobbytaucher und Hobbyarchäologe Roberto Bisoli zahlreiche Tauchgänge durch und barg eine große Anzahl an Artefakten, die er später dem Museo Archeologico di Sirmione überließ. Die meisten hier ausgestellten Gegenstände stammen aus Bergungen von Roberto Bisoli. Weitere Funde wurden von Tauchern aus Mantua und Pozzolengo geborgen. Während die Funde erhalten blieben, ist deren Stratigraphie für immer verloren, und so ist die Aussagekraft der von den Hobbyarchäologen aufgefundenen Gegenständen begrenzt. 1994 bis 1996 führte die Soprintendenza per i Beni Archeologici della Lombardia unter Leitung von Maria Adelaide Binaghi auf einem Areal von etwa 1000 m² systematische Untersuchungen durch. 2006 wurden die erhaltenen Baumstämme dendrochronologisch untersucht. 2008 wurden die aufgefundenen Bronzegegenstände metallurgisch untersucht. Zum Schutz wurde eine 11,16 ha große Pufferzone um die 2,59 ha große Stätte angelegt in der die Schifffahrt verboten ist. Funde, die durch die Soprintendenza gemacht wurden, befinden sich im Museo civico archeologico „Giovanni Rambotti“ in Desenzano del Garda.

## Beschreibung
Die Pfahlbausiedlung von Lugana Vecchia erreicht man, wenn man der Via Sirmioncino in Colombare bis zum Ufer des Gardasees folgt und dann am Ufer etwa 50 m nach Süden bis zu einem Holzsteg läuft. Die untersuchte Stätte ist etwa 100 m vom Ufer entfernt und misst 125 × 90 m. Das etwa 100 m² große Zentrum der Siedlung wurde von dickeren Stämmen getragen. Es war von kleinen Stämmen umgeben, die vermutlich die Unterkonstruktion für Gehwege, die zu anderen Häusern und zum Ufer führten, trugen.
14 Baumstämme waren so gut erhalten, dass sie dendrologisch untersucht werden konnten. Bei zehn Stämmen handelte es sich um Stieleichen (Quercus robur, 73 %), bei einem um Zerreiche (Quercus cerris, 7 %) und bei dreien um Ulmen (20 %). Nur ein Baumstamm konnte dendrochronologisch ins Jahr 1859 ± 10 v. Chr. datiert werden und stammte somit aus der frühen Bronzezeit.
Die ältesten Funde waren Fragmente von zwei Steinringen aus dem Neolithikum. Ob es zu dieser Zeit bereits eine Pfahlbausiedlung hier gab, ist unbekannt. Aus der frühen Bronzezeit fand man Pfeilspitzen, Sichelklingen, einen Dolch aus Feuerstein und eine steinerne Armschutzplatte zum Schutz des Arms eines Bogenschützen vor der zurückschnellenden Bogensehne. An Keramik fand man bikonische Gefäße, Becher, Tassen und Webgewichte sowie Nadeln und eine kleine Dolchklinge aus Bronze.
Zur mittleren Bronzezeit erreichte die Siedlung ihre Blüte, wie die große Anzahl an Funden belegt. Vom Hausrat förderte man Schalen und Krüge mit geritztem Muster, Tassen mit gehörntem Griff und andere Tassen zu Tage. Unter den reichen Bronzefunden fanden sich Äxte, Dolchklingen, Nadeln, Armreifen, Sicheln, Angelhaken, Skalpelle und konische Knöpfe. In die Zeit des Übergangs von der mittleren zur späten Bronzezeit datieren Harpunen und Speerspitzen. Aus der späten Bronzezeit fand man weitere Bronzegegenstände wie Nadeln, Dolchklingen und Äxte.
Bemerkenswert sind zwei durchbrochene Bronzeanhänger vom Garda-Typ vom Anfang der Spätbronzezeit, die Teil der Frauenkleidung waren. Vergleichbare Stücke fand man in Kindergräbern des Friedhofs von Olmo di Nogara. Weitere Exemplare stammen aus den Pfahlbausiedlungen von Peschiera, Bor di Pacengo und Garda. In der Spätbronzezeit wurde die Siedlung wahrscheinlich endgültig aufgegeben.

### Hort eines Bronzeschmelzers
In einem begrenzten Bereich der Siedlung fand man eine Ansammlung von kleinen Kupferbarren, Bronzestäbe, zerbrochene und defekte Werkzeuge aus Bronze und weiteren Bronzeschrott. Unter dem Fundensemble befanden sich auch Werkzeuge, die zur Metallverarbeitung benötigt wurden, wie Steinhämmer, eine Luftdüse aus Keramik zum Anfeuern eines Schmelzofens sowie Punzen und Ahlen für die Endbearbeitung. Der italienische Archäologe Raffaele Carlo De Marinis vermutete, dass es sich bei der Fundansammlung um das Lager eines Schmelzers handelte und dass die Metallgegenstände zum Einschmelzen bestimmt waren. Das Ensemble lässt sich anhand der Machart einzelner Gegenständen in die Zeit zwischen 1550 und 1350 v. Chr., also in die mittlere Bronzezeit, datieren.